# Elektricitetsværket, Sct. Jørgens Gade
Elektricitetsværket på Sct. Jørgens Gade 1 i Kolding blev oprindeligt kaldt den elektriske Lysstation, det blev opført i 1898. Bygningen er tegnet af arkitekten Valdemar Schmidt i nationalromantisk stil. 
Inden opførelsen af elektricitetsværket var der længere debat om i byrådet, idet man diskuterede om det var kunder nok til at aftage strømmen. Derfor havde 77 kunder med tilsammen 1.000 lamper givet tilsagn om at aftage strøm fra værket.
Elektricitetsværket blev hurtigt en succes og hvorefter man flere gange måtte udvide og forstørre dampmaskinerne der leverede  strømmen. Kedlerne blev produceret af den lokale virksomhed DDMM, De Danske Mejeriers Maskinfabrik. I 1915 anskaffede værket sig en Dieselmotor fra B&W.
Elektricitetsværket fungerede frem til 1950'erne, hvor Skærbækværket blev bygget, og overtog leveringen af strøm. 
Derefter gik elektricitetsværket over til primært at levere fjernvarme til Kolding by.  
I slutning af 1980'erne blev turbinerne og de andre maskiner fjernet til fordel for arkitektfirmaet Jesper Rasmussen. 
I dag huser bygningerne bl.a. serverrum for Kolding Kommunes IT-afdeling. Tegnestuen Mejeriet stod for indretningen i 2000.
Den gamle jernbro over Kolding Å var oprindelig bygget til møbelfabrikant A.L. Johansens fabrik, der lå ved Østerbrogade.